# Grafschaft Tancarville
Die Herrschaft Tancarville und spätere Grafschaft Tancarville lag in der Normandie und war ein normannisches Lehen um den Hauptort Tancarville.

## Geschichte
Die Herrschaft wurde im 11. Jahrhundert von Raoul de Tancarville gehalten, dem Vormund des Herzogs Wilhelm II., des späteren englischen Königs Wilhelm der Eroberer. Raoul wurde Kammerherr (Chambellan) der Normandie, eine Funktion, die in der Familie blieb, so dass sie nach einiger Zeit Chambellan de Tancarville genannt wurde.
Die Herrschaft Tancarville wurde im 14. Jahrhundert zur Grafschaft erhoben, als Johann II. von Melun durch seine Ehe mit Jeanne, der Tochter von Robert von Tancarville und Erbin ihres Bruders Wilhelm VI., in den Besitz der Herrschaft kam. Die Familie starb jedoch mit Johanns Enkel Wilhelm von Melun 1415 aus.
Als König Karl V. die Grafschaft Longueville am 27. Mai 1364 Bertrand du Guesclin, dem Connétable von Frankreich, schenkte, gliederte er die Grafschaft Tancarville, die bis hierhin der Grafschaft Longueville unterstand, aus und machte sie zum königlichen Lehen.
Durch Testament kam Tancarville 1488 an François d’Orléans, Graf von Dunois, dessen Nachkommen es bis Anfang des 18. Jahrhunderts besaßen. Später ist die Grafschaft im Besitz der Colbert, die sie an das Haus Montmorency vererben. Seit dem Ende des 18. Jahrhunderts wird der Titel nicht mehr geführt.

## Herren von Tancarville
- Rabel I. (Haus Tancarville)
- Gérard, dessen Sohn; ⚭ Hélinde d’Abbetot
- Raoul I., um 1030, dessen Sohn, Vormund Wilhelms des Eroberers, Kammerherr von Normandie; ⚭ Helvise de l’Espinay
- Guillaume I., † 1129; ⚭ Mathildis d’Arques, Tochter von Guillaume d’Arques, Lord of Folkestone (Giffard).
- Rabel II., † 1139; dessen Sohn; ⚭ Stigand de Mezidon
- Guillaume II., † 1193; dessen Sohn, stirbt während des III. Kreuzzuges; ⚭ Théophanie de Penthièvre
- Raoul II., † 1204, dessen Sohn
- Guillaume III., † 1214; dessen Bruder, fällt in der Schlacht bei Bouvines; ⚭ Aélis de Sérans
- Raoul III. „Rabel“; dessen Sohn; ⚭ Hélissende de Meulan
- Guillaume IV., † 1264; dessen Sohn; ⚭ Aube d’Auffay
- Guillaume V.; dessen Sohn
- Robert, † 1302; dessen Sohn, fällt in der Schlacht bei Courtrai; ⚭ Jeanne de Mauvoisin
- Guillaume VI.; dessen Sohn; ⚭ Isabeau de Marigny

## Grafen von Tancarville

### Haus Melun
- Jean II., Vizegraf von Melun, Seigneur de Tancarville, † 1359; ⚭ Jeanne de Tancarville, Erbin von Tancarville
- Jean III., Vizegraf von Melun, Graf von Tancarville, † 1382, Sohn von Johann II. von Melun und Jeanne de Tancarville
- Guillaume IV., Vizegraf von Melun, Graf von Tancarville, ⚔ 1415 in der Schlacht von Azincourt, dessen Sohn
- Marguerite de Melun, 1415 Gräfin von Tancarville, † vor 1448, dessen Tochter; ⚭ Jacques II. d’Harcourt, Baron de Montgommery, † 1428

### Haus Harcourt
- Guillaume d’Harcourt, 1428 Baron von Montgomery, Graf von Tancarville, Vizegraf von Melun, † 27. Oktober 1484, deren Sohn; ⚭ Peronelle d’Amboise, Tochter von Louis d’Amboise
- Jeanne d’Harcourt, † 1488, 1484 Gräfin von Tancarville, dessen Tochter, ⚭ 1471 René II., Herzog von Lothringen

Jeanne d’Harcourt vermachte ihre Güter testamentarisch ihrem Vetter François I. d’Orléans-Longueville, Graf von Dunois (Haus Orléans-Longueville).

### Haus Orléans-Longueville
- François I., 2. Graf von Dunois, 1488 Graf von Tancarville, Vizegraf von Melun, † 1491
- François II., 3. Graf von Dunois, Graf von Tancarville, † 1512, dessen Sohn
- Renée (* 1508, † 1515), 1513 4. Gräfin von Dunois, Tancarville und Montgomery, Tochter von François II.
- Louis I., † 1516, Bruder von François II., 1504–1513 souveräner Graf von Neuenburg etc., 1515 2. Herzog von Longueville, 5. Graf von Dunois, Tancarville und Montgomery, 1. Fürst von Chatel-Allion, Vizegraf von Melun, Abbeville, Montreuil-sur-Mer etc., Bruder von François II.
- Claude († 1524), dessen Sohn, 1516-1524 3. Herzog von Longueville 1516, 2. souveräner Graf von Neuenburg, 6. Graf von Dunois etc.
- Louis II. († 1537), dessen Bruder, 4. Herzog von Longueville 1524, 3. souveräner Graf von Neuenburg, 7. Graf von Dunois etc.
- François III. († 1551), dessen Sohn, 5. Herzog von Longueville 1537, 4. souveräner Graf von Neuenburg, 8. Graf von Dunois etc.
- Léonor († 1573), dessen Vetter, 6. Herzog von Longueville 1551, 5. souveräner Graf von Neuenburg, 9. Graf von Dunois etc.
- Henri I. († 1595), dessen Sohn, 7. Herzog von Longueville 1573, 6. souveräner Graf von Neuenburg, 10. Graf von Dunois
- Henri II. (1595–1663), dessen Sohn, 8. Herzog von Longueville 1595, Fürst von Neuenburg, 11. Graf von Dunois
- Jean Louis († 1694), dessen Sohn, 9. Herzog von Longueville 1663-1668, 2. Fürst von Neuenburg, 12. Graf von Dunois
- Charles Paris († 1672), dessen Halbbruder, 10. Herzog von Orléans-Longueville 1668-1672, 3. Fürst von Neuenburg, 13. Graf von Dunois
- Jean Louis, 2. Mal, 1672-1694
- Marie, † 1707, 4. Fürstin von Neuenburg etc., dessen Schwester

### Haus Colbert
- Marie Jean Baptiste Colbert, Markgraf von Seignelay, † 1712
- Marie Sophie Colbert, † 1747, Markgräfin von Seignelay und Gräfin von Tancarville, dessen Erbtochter; ⚭ 1724 Charles François de Montmorency, Duc de Piney-Luxembourg

### Haus Montmorency
- Anne-François de Montmorency-Luxembourg, * 1735, † 1761, Herzog von Montmorency-Luxembourg, Baron von Jaucourt, Graf von Tancarville und Gournay, Markgraf von Seignelay, deren Sohn
  - Charlotte de Montmorency, * 1752, dessen Tochter; ⚭ 1767 Anne Léon de Montmorency, * 1731, † 1799, Marquis de Fosseux, 1767 Herzog von Montmorency
- Anne Louis Christian de Montmorency, genannt Prince de Montmorency-Tancarville, * 1769, † 1844, 7. Fürst von Robecq, deren Sohn